# Gabrielle Vincent
Monique Martin, nota collo pseudonimo di Gabrielle Vincent (Ixelles, 9 settembre 1928 – Ixelles, 24 settembre 2000), è stata un'autrice di libri per l'infanzia, alcuni scritti e illustrati da lei.

## Biografia
Ella ha studiato presso l'Accademia reale di belle arti di Bruxelles.

Dapprima pittrice e acquerellista, nel 1981 crea la serie di Ernest & Celestine, di cui è autrice completa, e sceglie di prendere come pseudonimo Gabrielle Vincent. Il primo libro della serie: Ernest e Célestine hanno perso Siméon, ha vinto diversi premi. Secondo l'Enciclopedia Universalis: 
La serie Ernest & Celestine è stata adattata per il cinema nel 2012; diretto da Benjamin Renner, Vincent Patar e Stéphane Aubier, con una sceneggiatura realizzata da Daniel Pennac.
I suoi album disegnati sono stati pubblicati dalle Éditions Duculot, poi da Casterman e dall'École des loisirs.
La rivista Griffon le ha dedicato un dossier Monique Martin: Gabrielle Vincent nel 1996.
È sepolta nel cimitero di Ixelles (Bruxelles).

## Fondazione
Nel 2012 è stata creata da Benoît Attout, la fondazione belga di pubblica utilità intitolata a nome dell'autrice.